# OpenIndiana
OpenIndiana (keatica oi ali OI) je prosti in odprtokodni operacijski sistem družine Unix izpeljan iz sistema OpenSolaris. Razvijalci so razvedli OpenSolaris potem, ko ga je Oracle Corporation prenehala razvijati, da bi nadaljevali z razvojem in distribucijo izvorne kode. Projekt OpenIndiana je posluževala illumos Foundation, ki poslužuje tudi operacijski sistem illumos. Razvijalci projekta OpenIndiana težijo k izdelavi »de facto distribucije OpenSolaris nameščeni na produkcijskih strežnikih, kjer varnost in popravki hroščev ne zahtevajo plačila.«

## Zgodovina

### Izvori in nastanek
Project Indiana je izvirno zasnovalo podjetje Sun Microsystems, da bi izdelalo dvojiško distribucijo okrog baze izvorne kode OpenSolaris.
OpenIndiana je bila zasnovana med pogajanji o Oracleovem prevzemu Sun Microsystems, da bi se zagotovila neprekinjena razpoložljivost in nadaljnji razvoj operacijskega sistema na osnovi OpenSolaris, ker se ta veliko uporablja. Negotovost med razvojno skupnostjo OpenSOlaris je vodilo nekaj razvijalcev k osnovanju poskusnih načrtov za razcepitev obstoječe kodne baze.
Ti načrti so se uresničili po Oracleovi najavi o prekinitvi podpore za projekt OpenSolaris.

### Začetni odziv
Formalna najava projekta OpenIndiana je bila 14. septembra 2010 v središču JISC v Londonu. Prva izdaja operacijskega sistema je bila istočasno na voljo javno, čeprav še ni bila preskušena. Razlog za nepreskušeno izdajo je bil, ker je razvojna skupina OpenIndiana nastavila datum zagona en teden pred Oracleovim zborom OpenWorld, da bi prehitela izdajo Solaris 11 Express.
Najava OpenIndiana je bila večinoma dobro sprejeta. Več kot 350 ljudi je videlo spletno najavo,, slike ISO so bile odjemane več kot 2000 krat, več kot 500 sledilcev je pridobilo račune na Twittru, in več uglednih informacijskotehnoloških tiskovnih spletišč je pisalo o izdaji. Prepustnost oddajanja najave je bila precejšnja in je dosegla 350 Mbitov/s. Shrambni strežnik spletnih paketov je dosegel dvajsetkratno velikost prometa od izvirno zamišljenega, kar so kasneje popravili z več nitno oskrbo.
Vsa poročila niso bila pozitivna in nekaj spletnih člankov se je vprašalo o ustreznosti, da se je Solaris podal na trg GNU/Linux. En članek je bil kritičen do zagona OpenIndiana in navedel pomanjkanje profesionalizma glede na izdajanje nepreskušene gradnje in pomanjkanje projekta za obveznost do časovnega načrta izdaj.

### Skrbi skupnosti
S premikom dvojiške distribucije OpenSolaris k SolarisExpress in prenehanjem posodabljanj OpenSolaris so se pojavile skrbi kaj se bo zgodilo z OpenIndiana, če se bo Oracle odličil prenehati dobavljati izvorno kodo nazak k skupnosti. Skupina OpenIndiana je lajšala te skrbi z najavo namere premika dobavljanja izvorne kode k illumos Foundation.
Nastale so skrbi o možnem prenehanju prostega dostopa do Oracleovega prevajalnika, ki se je uporabil pri gradnji OpenIndiana. Zaradi tega se je OpenIndiana dopolnila z odprtokodnim prevajalnikom GCC. Delo na OpenIndiana se nadaljuje, da bodo dvojiški izvršni programi zagonljivi in stabilni na velikem številu strojev (matične plošče, vezni nabori, gostiteljski prilagojevalniki (HBA)).
Seznam združljivosti strojne opreme (HCL) ostaja do neke mere neuraden, razdroblen in necentraliziran kar zahteva precej raziskovanja za izbiro strojne opreme končnega uporabnika. Pomanjkanje izčrpnega centraliziranega HCL je lahko problem zaradi dejstva, da je Device Driver Utility del dvojiške distribucije OpenSolaris in rabi star e-poštni naslov Sun Microsystems, ki je sedaj pod nadzorom Oraclea.

## Povezava s Solarisom, Solaris Expressom, illumosom
Čeprav je OpenIndiana razcepitev v tehniškem smislu, je nadaljevanje OpenSolaris po duši. Projekt namerava dobaviti operacijski sistem družine System V, ki je dvojiško združljiv z Oracleovima izdelkoma Solaris 11 in Solaris 11 Express. Namesto, da bi temeljila na usklajevanju OS/Net, kakor je bil OpenSolaris, bo OpenIndiana imela jedro illumos (prva izdaja še vedno temelji na OS/Net). Projekt uporablja enak sistem upravljalnika paketov IPS kot OpenSolaris.
OpenIndiana kodna baza trenutno temelji na večini Oracleove javno dostopne kode, prihodnje izdaje pa bodo temeljile na kodi Illumos. Projekt tudi širi prizadevanja, da bi bila njegova kodna baza neodvisna od Oracleovih orodij, kot je Sun Studio, čeprav se na to v glavni meri projekt ne osredotoča.

## Urnik izdaj
Prva razvojna izdaja OpenIndiana, Build 147, je bila izdana 14. septembra 2010, ruga razvojna izdaja, Build 148, pa je bila izdana  17. decembra 2010. Tretja razvojna izdaja, Build 151, je bila izdana 14. septembra 2011. To je bila prva izdaja, ki je temeljila na Illumos.
Izdaja MartUX 151a0 je bila izdana kot prva gradnja arhitekture SPARC za OpenIndiana. Build 151a7 za arhitekture Intel/AMD je bila izdana 6. oktobra 2012. Build 151a8 je bila izdana 10. avgusta 2013. OpenSXCE 2013.01 SPARC Build 151a, predhodno MartUX, je bila izdana prek OpenIndiana 1. februarja 2013 kot druga in morebitno zadnja gradnja SPARC za OpenIndiana, s kasnejšimi izdajami na podlagi DilOS.
Hipster je kodno ime za hitro napredujočo razvojno vejo OpenIndiana in uporabniki imajo lahko občasno poruštve aliprobleme. Hipster uporablja model brezprekinitvene izdaje (rolling-release) in objavlja namestitvene slike ISO samo občasno. Vsaka izdaja ISO je najavljena prek e-poštnega seznama in Twitterja.
|  | Experimental Builds |  | Development Builds |  | Hipster |